# Miniopterus ambohitrensis
Miniopterus ambohitrensis (Goodman, Ramasindrazana, Naughton & Appleton, 2015) è un pipistrello della famiglia dei Miniotteridi endemico del Madagascar.

## Descrizione

### Dimensioni
Pipistrello di piccole dimensioni, con la lunghezza dell'avambraccio tra 37 e 42 mm.

### Aspetto
La pelliccia è marrone cosparsa di peli più scuri, il petto e la testa spesso hanno dei riflessi bruno-rossastri. Il trago è moderatamente lungo, circa 6–7 mm, leggermente più largo alla base, con un leggero restringimento nella parte centrale, la parte terminale deviata e l'estremità leggermente arrotondata.

## Biologia

### Comportamento
È una specie probabilmente parzialmente migratoria.

### Alimentazione
Si nutre di insetti.

## Distribuzione e habitat
Questa specie è diffusa sugli altopiani del Madagascar centrale e settentrionale.
Vive tra gli 800 e 1.600 metri di altitudine.

## Conservazione
Questa specie, essendo stata scoperta solo recentemente, non è stata sottoposta ancora a nessun criterio di conservazione.